# ورباخ
ورباخ (به آلمانی: Werbach) یک شهر در آلمان است که در ماین-تاوبر واقع شده‌است. ورباخ ۳٬۲۸۸ نفر جمعیت دارد.